# タングラ南駅
タングラ南駅（タングラみなみえき、中国語: 唐古拉南站）は中華人民共和国のチベット自治区ナクチュ市にある青蔵鉄道の鉄道駅。無人駅で通常時に当駅に停車する列車は存在しない。

## 歴史
- 2006年7月1日：開業[1]。

## 駅周辺
- タンラ山脈

## 隣の駅
中国国鉄
青蔵鉄道
タングラ駅 - タングラ南駅 - ザギャザンポ駅